# Міністерство сільського господарства та продовольчої промисловості Молдови
Міністерство сільського господарства та продовольчої промисловості Молдови (рум. Ministerul Agriculturii şi Industriei Alimentare) — одне з 16 міністерств уряду Молдови. 
Нинішній міністр — Васілє Бумаков, член Ліберально-демократичної партії Молдови. 
У січні 2015 міністр Василе Бумаков запропонував перейменувати міністерство в «Міністерство сільського господарства та сільського розвитку Республіки Молдова» за подобою назви в країнах Європейського союзу.